# Vallfogona de Ripollès
Vallfogona de Ripollès, tradicionalment i genuïnament Vallfogona de Ripoll, és una vila i municipi de la comarca del Ripollès, situat al centre-est de la regió de l'Alt Ter. Pertany administrivament a les Comarques Gironines.
Només s'hi accedeix per la carretera N-260 des de Ripoll o Olot. I per pista forestal, s'hi pot accedir des de Sant Joan de les Abadesses pel nord i per la banda sud des de Vidrà.

## Etimologia
El nom de Vallfogona, documentat al segle XI com "valle fecunda" ve del llatí valle faecŭnda, la primera part el diccionari la defineix com a "depressió allargada de la superfície terrestre recorreguda, en general, per les aigües d'un corrent fluvial", mentre la segona equival a "fèrtil". La segona part és un derivat de Ripoll.

## Geografia
- Llista de topònims de Vallfogona de Ripollès (Orografia: muntanyes, serres, collades, indrets..; hidrografia: rius, fonts...; edificis: cases, masies, esglésies, etc).

| Entitat de població    | Habitants (2024) |
| Vallfogona de Ripollès | 101              |
| Baga Avall             | 28               |
| Baga Amunt             | 27               |
| Solana Avall           | 26               |
| Puigsec                | 18               |
| Solana Amunt           | 15               |
| la Taverna             | 7                |
| les Domes              | 0                |
| Font: Idescat          |                  |

## Història

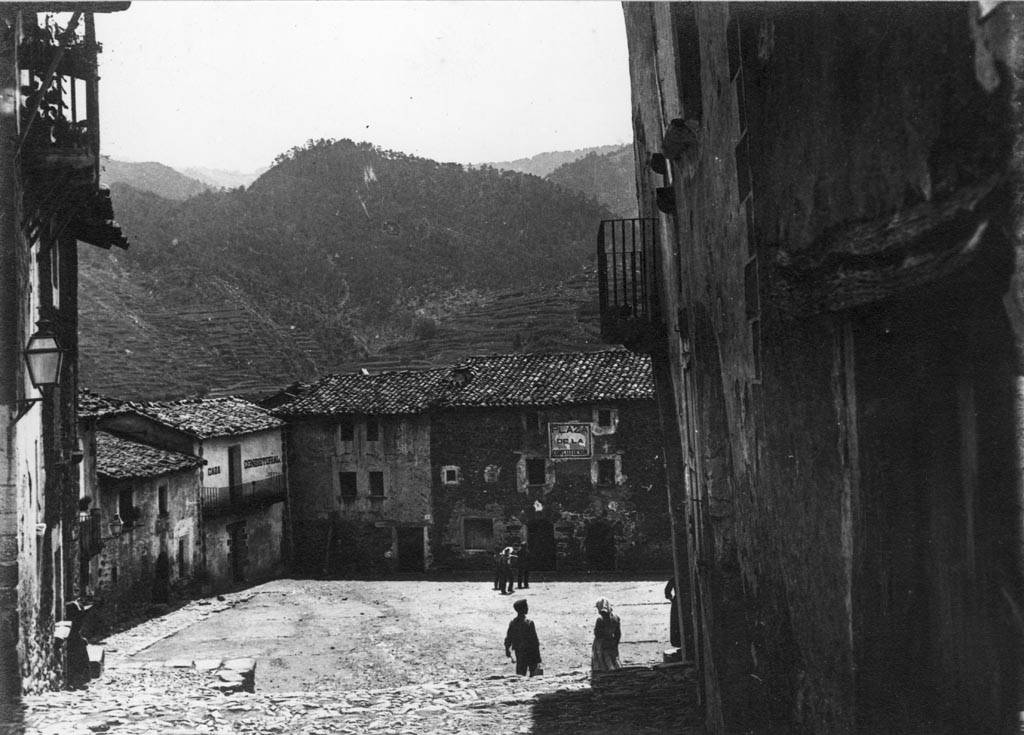
La plaça de la Vila de Vallfogona de Ripollès entre 1880 i 1920

És un conjunt que forma part de l'Inventari del Patrimoni Arquitectònic de Catalunya. Antigament emmurallat, el seu interior només era accessible mitjançant tres portals: el portal de la Muralla, a tramuntana; el de ponent, que donava accés a l'antic camí de Ripoll i el de migjorn, d'on arrencava el camí al castell de Milany, passant pel pont medieval.
És un conjunt arquitectònic de gran interès, caracteritzat per una plaça central al voltant de la qual s'hi construïren les cases, algunes porxades, i es desenvoluparen els carrers fins a unir-se amb el recinte del castell.
Al municipi destaquen el Campanar del Pòpul, el Castell del Milany o el Pont Medieval sobre la Riera de Vallfogona, així com una col·lecció de Fòssils i Minerals de Josep Maria Jubells. Poble natal del poeta Josep Baborés i Homs (1758-1822), que va ser guerriller, rector de Gualba i assassinat pels constitucionals. És autor d'un "Catecisme en vers" (1819) i del dens poema "La Guerra del Francès a Gualba".
Des del 2014 participa en un experiment per crear una microxarxa elèctrica intel·ligent, adaptada a les particularitats del món rural, que permet un subministrament de llum més segura també a granges aïllades i entreixeix els productors locals d'energia renovable.

### Política i govern
| Candidatura | Candidatura                               | Cap de llista | Vots | Regidors | % vots |
| ----------- | ----------------------------------------- | ------------- | ---- | -------- | ------ |
|             | Tria per Vallfogona - Acord Municipal     |               | 80   | 5        | 87%    |
|             | Partit dels Socialistes de Catalunya - CP |               | 12   | 0        | 13%    |
| Total       | Total                                     | 92            | 92   | 5        |        |

Actualment, l'equip de govern està format per:
- Esteve Font i Busoms (Tria per Vallfogona – Acord Municipal). Alcalde i regidor de Governació, Transició energètica, Civisme, Economia, Obres, Urbanisme i Habitatge.
- Lali Surià i Sabater (TpV– AM). Regidora d’Educació, Acció social i participació, Polítiques de gènere i Mobilitat.
- Jordi Castany Rovira (TpV– AM). Regidor de Sector primari, medi ambient i boscos, Serveis i subministraments, Protecció Civil.
- Eudald Martinez i Tortosa (TpV– AM). Regidor de Patrimoni Cultural i Natural, Esports, Promoció Econòmica i Turisme.

## Demografia
| 1497 f | 1515 f | 1553 f | 1717 | 1787  | 1857  | 1877  | 1887 | 1900 | 1910 |
| ------ | ------ | ------ | ---- | ----- | ----- | ----- | ---- | ---- | ---- |
| 25     | 23     | 30     | 500  | 1.247 | 1.160 | 1.074 | 940  | 927  | 951  |

| 1920 | 1930 | 1940 | 1950 | 1960 | 1970 | 1981 | 1990 | 1992 | 1994 |
| ---- | ---- | ---- | ---- | ---- | ---- | ---- | ---- | ---- | ---- |
| 908  | 789  | 711  | 686  | 667  | 392  | 264  | 256  | 257  | 257  |

| 1996 | 1998 | 2000 | 2002 | 2004 | 2006 | 2008 | 2010 | 2012 | 2014 |
| ---- | ---- | ---- | ---- | ---- | ---- | ---- | ---- | ---- | ---- |
| 230  | 217  | 219  | 214  | 224  | 206  | 225  | 234  | 223  | 215  |

| 2016 | 2018 | 2020 | 2022 | 2024 | 2026 | 2028 | 2030 | 2032 | 2034 |
| ---- | ---- | ---- | ---- | ---- | ---- | ---- | ---- | ---- | ---- |
| 200  | 212  | 196  | 222  | 222  | -    | -    | -    | -    | -    |